# جبل أكليم
جبل أكليم الكبير هو طور من رواسي الأطلس الصغير، في منطقة أكليم بإقليم تارودانت قيادة اضار  دوار إسلان ويرتفع 2531 متراً، أي 8303 قدماً عن سطح البحر،
اسم أكليم أو أگليم كلمة امازيغية بمعنى الجـِـلد

## وصلات خارجية
جبل أكليم الكبير في صور Mark Horrel وعلىٰ WorldCityDataBase.

صور وفيديو من مدينة أكليم